# Jean-Joseph Regnault-Warin
Pour les articles homonymes, voir Regnault et Warin (homonymie).
Jean-Baptiste-Joseph Junbient Philadelphe Regnault-Warin, né le 28 décembre 1773 à Bar-le-Duc et mort le 4 novembre 1844 à Paris, est un romancier et un pamphlétaire français.

## Biographie
Son père Joseph Regnault est avocat au bailliage de Bar-le-Duc et sa mère Anne Varin  est fille de feu Jean-Baptiste « ci-devant conseiller du Roi et son lieutenant particulier en la ci-devant prévôté » de Bar-le-Duc, et de feue dame Anne Brichard. Il a pour parrain, son grand-père, l’avocat Jean Regnault  et pour marraine, sa grand-tante Madeleine Brichard, veuve de Messire Sébastien de Longeaux, représentée par Thérèse Regnault.
En 1790, il se vieillit prétendant être né en 1769 pour devenir membre de la Société des Amis de la Constitution de Bar-le-Duc alors Bar-sur-Ornain. Il en est exclu lorsque la supercherie est découverte.Il change son nom en Julius-Junius Regnault, le terrible sans culotte qui va faire couler le sang des patriotes.Porte-parole des révolutionnaires les plus avancés, Jean-Joseph Regnault prend le pouvoir, grâce à Jean-Baptiste-Jérôme  Bô, représentant en mission près l’armée des Ardennes, en novembre 1793. Regnault, à la tête du département de la Meuse, il préside également le Comité révolutionnaire, depuis le 29 brumaire an II (19 novembre 1793). Il prend des mesures radicales. Sur ses conseils, il fait arrêter et traduire devant le tribunal révolutionnaire de Paris, sous l’accusation de fédéralisme, Desaulx, vicaire général de l’évêque du département, Henriot-Valleron, administrateur du district, Henriot-Lahaicourt, procureur syndic du district, Jacques Gillon, administrateur du district, Lantonnet, receveur du département et Pérard, greffier du tribunal du district . Le 28 décembre 1793, le représentant du peuple Jean-Baptiste Massieu  rend compte de sa mission à Bar au Comité de Salut public. « Un patriote nommé Regnault, assez jeune, il est vrai, mais que mon collègue Bô avait nommé au département à cause de ses lumières et de son patriotisme, a été pour la municipalité l’objet d’une persécution sans exemple… ». Massieu destitue les officiers municipaux qui ont attaqué Regnault.Toutefois, les patriotes réagissent. Le 27 frimaire (17 décembre 1793), le commandant de la garde nationale Brion annonce à la société qu’en vertu de la loi du 23 août 1793, « qui ordonne aux volontaires de la première réquisition de rejoindre leur bataillon, il s’est rendu au Comité révolutionnaire pour sommer Regnault d’aller à son poste… » . Voilà Regnault accusé de désertion, car il a occupé un emploi de secrétaire de l’État-major de l’armée des Ardennes, en brumaire an II (octobre-novembre 1793). Sous la Restauration, Jean-Joseph se targuera de son passé militaire pour avoir occupé le poste de « secrétaire militaire de la place de Verdun, employé à l'état-major de l'armée des Ardennes, adjoint à l'adjudant-général Sionville ». Mais François-René-Auguste Mallarmé  succède à Massieu et à Bô. Parlant de l’action de son collègue Massieu : « il a composé un Comité révolutionnaire, présidé par un jeune homme de vingt ans (Regnault), contre lequel le Comité de sûreté générale a lancé un arrêté pour le faire traduire au Tribunal révolutionnaire à Paris, et ce d’après diverses dénonciations faites contre lui, notamment par Jean-Baptiste Harmand (dit Harmand de la Meuse), l’un de nos collègues… ». Il s’interroge: «…je ne puis dire au juste si Regnault est un intrigant, un contre-révolutionnaire, qui s’est masqué du patriotisme pour tromper mon collègue Massieu et obtenir de lui qu’il préside le Comité révolutionnaire, afin d’incarcérer les patriotes et de jeter le trouble dans une ville ». Regnault est arrêté et conduit à Paris, en ventôse. Voilà donc le portrait d'un jeune Jacobin intrigant porte-parole des sans-culottes de Bar-sur-Ornain. Il prétendra plus tard avoir été emprisonné sous la Terreur. Le 12 ventôse (2 mars 1794), la Société populaire de Bar envoie une adresse en faveur de Regnault au Comité de sûreté générale. D’ailleurs, Regnault est de retour à Bar, le 16 ventôse (6 mars 1794) . Il quitte la ville pour diriger « l’imprimerie nationale » de Clermont-en-Argonne (Meuse). Après le 9 thermidor, il renie Robespierre alors qu'auparavant il prétendait le rencontrer régulièrement dans la capitale.Il est alors à nouveau emprisonné. Jamais plus il ne parlera de son jacobinisme allant jusqu'à écrire qu'il a émigré.
Henri Poulet juge le jeune Regnault : « un venimeux gamin, pamphlétaire sans talent, Julius-Junius Regnault que… Massieu a fait président du Comité révolutionnaire de Bar et qui joue au dictateur devant une population affolée et sans défense… ». Fernand Braudel ne le ménage pas non plus : « très loin d’avoir l’intelligence claire et solide de Pierre-François Gossin… », vaniteux, « Robespierre au petit pied », cependant c’est un « opportuniste habile » au « remarquable talent de pamphlétaire », « avant tout intrigant ». Il mit ensuite sa plume au service, tour à tour, des Royalistes, de l'Empire, de la monarchie légitimiste et du "modérantisme". Une "girouette" !
À peine sorti de l’enfance et avant d’avoir achevé ses études, Regnault-Warin se mit à composer pour le théâtre et pour la politique. Il trouva des lecteurs, et séduit par cette apparence de renommée, il quitta ses montagnes pour aller briller dans la capitale. On lui donna place parmi les rédacteurs de la Bouche de fer, et, comme ses collègues, il eut une certaine part à la journée du 10 août 1792, après quoi il devint secrétaire du commandant de la place de Verdun, puis employé à l’état-major de l’armée des Ardennes, sous l’adjudant-général Sionville.
Pendant la Terreur, il sut s’éclipser et se remit à écrire divers romans publiés sous le pseudonyme de « Saint-Edme ». Son Cimetière de la Madeleine, roman royaliste accréditant la thèse de la survivance du Dauphin en laquelle il ne croyait pourtant pas, eut un grand succès et valut à son auteur les haines du parti révolutionnaire. Ce livre fut saisi par la police ; et l’auteur, incarcéré, ne dut sa liberté qu’à Joséphine de Beauharnais, épouse du premier consul, qui avait lu le roman et en avait été attendrie.
Regnault alors écrivit des livres beaucoup moins significatifs, et ne reprit une couleur politique qu’à la Restauration, en faveur de laquelle il publia quelques brochures qui ne firent pas sensation, ce qui décida Regnault à se rejeter dans le parti contraire. Vers les dernières années de sa vie, il concourut à la rédaction du journal le Temps, et acheva sa carrière dans un réduit malheureux, pour mourir en à l’hôpital de la Pitié.

## Principaux ouvrages
- Éléments de politique, 1790 ;
- La Constitution française mise à la portée de tout le monde, 2 vol. in-8°, Paris 1791 ;
- Éloge de Mirabeau ;
- Vie de J. Pétion, maire de Paris : Cours d’études encyclopédique ;
- La Caverne de Strozi ;
- Roméo et Juliette, roman historique, Paris, chez Lepetit jeune, 1799 ;
- Le Cimetière de la Madeleine, 4 vol. in-12, Paris, 1800Cet ouvrage, qui a eu plusieurs éditions, fut traduit en plusieurs langues.
- La Jeunesse de Figaro ;
- Le Tonneau de Diogène, 2 vol. in-12 ;
- Les Prisonniers du Temple, suite du Cimetière de la Madeleine, 3 vol. in-12 ;
- Le Paquebot de Calais à Douvres, roman politique et moral, in 12, 1802 ;La police n’en permit la publication qu’avec de nombreux cartons.
- Spinalba, roman, 4 vol. in-12,1803 ;
- Lille ancienne et moderne, Lille, Castiaux, 1803.
- L’Homme au masque de fer, 4 vol. in-12, 1804 ;
- Loisirs littéraires, 1804 ;
- Mme de Maintenon, 4 vol. in-12 ;
- Henri II, duc de Montmorency, maréchal de France, roman historique, in-8°, 1815 ;
- L'ange des prisons (Louis XVII), élégie, Paris, L'Huillier, Delaunay & Pillet, 1817.
- L’Esprit de Mme de Staël, 2 vol. in-8° ;
- Biographie héroïque, in-12. 1818;
- Mémoires et Correspondance de l’impératrice Joséphine, 2 vol. in-8° ;Ce livre a été désavoué par le prince Eugène Beauharnais.
- Les Carbonari, ou le Livre de sang, 2 vol. in-12 ;
- Mémoires pour servir à la vie de Lafayette, 2 vol in-8°, 1824 ;
- Chronique indiscrète du XIXe siècle, in-8°, 1825.